# 10380 Berwald
A 10380 Berwald (ideiglenes jelöléssel 1996 PY7) a Naprendszer kisbolygóövében található aszteroida. Eric Walter Elst fedezte fel 1996. augusztus 8-án.